# Stormrise
Stormrise est un jeu vidéo de stratégie en temps réel développé par The Creative Assembly et publié par Sega sur PC, PlayStation 3 et Xbox 360 en mars 2009. Le jeu se déroule dans un futur hypothétique dans lequel la terre a été dévastée à la suite de tentatives de modifier le climat qui ont mal tourné. Deux factions – les Sai et l’Echelon – s’affrontent pour le contrôle de la planète, chacune d’elles disposant de huit types d’unités différentes. Le joueur contrôle ses troupes via une vue à la troisième personne centrée sur l’unité sélectionné,.